# Nikolai Ivanovici Lobacevski
Nikolai Ivanovici Lobacevski (n. 20 noiembrie/1 decembrie 1792, Nijni Novgorod, Imperiul Rus – d. 12/24 februarie 1856, Kazan, Imperiul Rus) a fost un matematician rus, profesor și rector al Universității de Stat din Kazan, Tatarstan, membru al mai multor societăți științifice.
Societatea Regală din Göttingen, Germania, l-a primit în rândurile sale la propunerea lui Gauss.
Țarul Nicolae I al Rusiei i-a acordat gradul de general.
Lobacevski a susținut posibilitatea construirii unui sistem neeuclidian al geometriei și a creat una din variantele ei posibile, concomitent cu János Bolyai.

## Lucrări
- 1826: Précis de géométrie fondée sur une théorie générale et rigoureuse des parallèlles
- 1829: O nacialah gheometrii (Despre principiile geometriei)
- 1834: Alghebra ili vîcislenie konecinîh
- 1840: Gheometriceskie issledovaniia po teorii parallelî
- 1855: Pangheometriia